# غراهام دو
غراهام دو هو قسيس وعالم عقيدة وسياسي بريطاني، ولد في 4 يوليو 1942 في إدمونتون ‏ في المملكة المتحدة. انتخب Bishop of Carlisle ‏ وانتخب Bishop of Willesden ‏.